# Škoda Octavia III
Škoda Octavia III (type 5E) er den tredje modelgeneration af den lille mellemklassebil Škoda Octavia, som kom på markedet i februar 2013. Octavia III er ligesom Volkswagen Golf VII bygget på Volkswagen-koncernens nye MQB-platform. Bilen blev introduceret i midten af december 2012 på ŠkodaAutoMuzeum.

## Modelhistorie
Den i december 2012 introducerede bil er op til 102 kg lettere end forgængeren. Derved har GreenLine-modellen et CO2-udslip på 89 g/km og et brændstofforbrug på 3,4 l diesel pr. 100 km. Bagagerummet i sedanudgaven kan rumme 590 liter, og i Combi (stationcar) mere end 600 liter. Prisniveauet er ca. det samme som forgængeren. Sedanudgaven kommer ud til forhandlerne i februar 2013, og Combi i marts. Senere følger RS- og Scout-modeller, hvor RS igen findes med enten benzin- eller dieselmotor.
I tredje generation af Octavia er sikkerhedssystemer i bilen standard- eller ekstraudstyr. Det gælder bl.a. nødbremseassistent, vognbaneskiftadvarselssystem, multikollisionsbremse, træthedsgenkendelsessystem samt aktiv motorhjelm for fodgængerbeskyttelse. I EU-lande er også knæairbags samt sideairbags bagi standardudstyr.
For første gang kan en Škoda udstyres med komfortudstyr som f.eks. afstandsafhængig fartpilot, adaptiv fjernlysassistent, trafikskiltsgenkendelse og KESSY (Keyless-Entry-Start-and-Exit-System; nøglefrit adgangs-, start- og udgangssystem). Bilen fås også med autoradio fra Canton samt videreudviklede multimediesystemer.
Modellen blev kåret til Årets Bil i Danmark 2014.

## Motorer
Den nye Octavia vil i starten findes med fire TSI-benzinmotorer samt tre commonrail-dieselmotorer. Benzinmotorernes effekt går fra 1,2 TSIs 63 kW (86 hk) op til 1,8 TSIs 132 kW (180 hk). Dieselprogrammet går fra 1,6 TDI med 66 kW (90 hk) over Green Line med 81 kW (110 hk) op til 2,0 TDI med 110 kW (150 hk). Alle motorer, bortset fra basismotorerne, findes i en Green tec-version med start/stop-system. Bilen findes med manuel gearkasse eller DSG-automatgear. Planlagt er også versioner med firehjulstræk samt Scout- og RS-modeller.
Tekniske specifikationer
| Model              | Cylindre | Ventiler | Slagvolume cm³ | Max. effekt kW (hk) / omdr. | Max. drejningsmoment Nm / omdr. | 0-100 km/t sek. | Topfart km/t | Byggeår       |
| ------------------ | -------- | -------- | -------------- | --------------------------- | ------------------------------- | --------------- | ------------ | ------------- |
| Benzinmotorer      |          |          |                |                             |                                 |                 |              |               |
| 1.2 TSI            | 4        | 16       | 1197           | 63 (86) / 4800 − 5300       | 160 / 1400 − 3500               | 12,0 – 12,2     | 178 – 181    | 2/2013 −      |
| 1.2 TSI            | 4        | 16       | 1197           | 77 (105) / 4500 – 5500      | 175 / 1550 – 4100               | 10,3 – 10,5     | 193 – 196    | 2/2013 −      |
| 1.4 TSI            | 4        | 16       | 1395           | 103 (140) / 4500 − 6000     | 250 / 1500 − 3500               | 8,4 – 8,6       | 212 – 215    | 2/2013 –      |
| 1.8 TSI            | 4        | 16       | 1798           | 132 (180) / 5100 − 6200     | 250 / 1250 − 5000               | 7,3 – 7,5       | 227 – 231    | 2/2013 –      |
| 1.8 TSI 4x4        | 4        | 16       | 1798           | 132 (180) / 4500 – 6200     | 280 / 1350 – 4500               |                 |              | 7/2013 –      |
| 2.0 TSI RS         | 4        | 16       | 1984           | 162 (220) / 4500 – 6200     | 350 / 1500 – 4400               | 6,8 – 7,1       | 242 – 248    | 7/2013 –      |
| Dieselmotorer      |          |          |                |                             |                                 |                 |              |               |
| 1.6 TDI            | 4        | 16       | 1598           | 66 (90) / 2750 − 4800       | 230 / 1400 − 2750               | 12,2 – 12,3     | 183 – 186    | 5/2013 –      |
| 1.6 TDI            | 4        | 16       | 1598           | 77 (105) / 3000 − 4000      | 250 / 1500 − 2750               | 10,8 – 11,1     | 188 – 194    | 2/2013 –      |
| 1.6 TDI Green Line | 4        | 16       | 1598           | 81 (110) / 3200 – 4000      | 250 / 1500 – 3000               |                 |              | Ultimo 2013 − |
| 2.0 TDI            | 4        | 16       | 1968           | 110 (150) / 3500 − 4000     | 320 / 1750 − 3000               | 8,5 – 8,7       | 213 – 218    | 2/2013 –      |
| 2.0 TDI RS         | 4        | 16       | 1968           | 135 (184) / 3500 – 4000     | 380 / 1750 – 3000               | 8,1 – 8,3       | 228 – 232    | 7/2013 –      |